# 富宁卷瓣兰
富宁卷瓣兰（学名：Bulbophyllum funingense）为兰科石豆兰属下的一个种。

## 扩展阅读
- 維基物種上的相關：富宁卷瓣兰